# هدر اورایلی
هدر آن اورایلی (به انگلیسی: Heather Ann O'Reilly) زاده ۱۹۸۵ میلادی در نیوجرسی بازیکن تیم ملی فوتبال زنان ایالات متحده آمریکا است.
او در پست هافبک برای تیم اسکای بلو اف سی بازی می‌کند.